# Giải Ampère
Giải Ampère là một giải thưởng khoa học của Viện hàn lâm khoa học Pháp, được trao hàng năm cho các nhà khoa học Pháp có công trình nghiên cứu xuất sắc trong lãnh vực toán học hay vật lý học.
Giải này được thiết lập từ năm 1974 để vinh danh nhà khoa học nổi tiếng André-Marie Ampère, mà lễ kỷ niệm sinh nhật thứ 200 của ông được cử hành năm 1975. Khoản tiền thưởng của giải này là 30.500 euro.

## Những người đoạt giải
- 1974: Jean Brossel
- 1975: André Lagarrigue
- 1976: Jacques Dixmier
- 1977: Pierre-Gilles de Gennes
- 1978: Pierre Cartier
- 1979: Claude Cohen-Tannoudji
- 1980: Alain Connes
- 1981: Édouard Brézin, Jean Zinn-Justin
- 1982: Paul-André Meyer
- 1983: Claude Bouchiat, Marie-Anne Bouchiat và Lionel Pottier
- 1984: Daniel Kastler
- 1985: Haïm Brezis
- 1986: Georges Slodzian
- 1987: Michel Raynaud
- 1988: Jules Horowitz
- 1989: Adrien Douady
- 1990: Jean-Michel Bismut
- 1991: Michel Devoret và Daniel Estève
- 1992: Pierre-Louis Lions
- 1993: Christophe Soulé
- 1994: François David
- 1995: Claude Itzykson
- 1996: Cirano de Dominicis và Marc Mezard
- 1997: Michèle Vergne
- 1998: Michel Brune và Jean-Michel Raimond
- 1999: Yves Colin de Verdière
- 2000: Pierre Suquet
- 2001: Bernard Derrida
- 2002: Massimo Salvatores
- 2003: Gilles Lebeau
- 2004: không trao giải
- 2005: không trao giải
- 2006: không trao giải
- 2007: Alfred Vidal-Madjar
- 2008: Gérard Iooss
- 2009: Ian Campbell
- 2010: Nicolas Nikolski
- 2011: Daniel Maystre
- 2012: Jean-Marc Chomaz
- 2013: Arnaud Beauville
- 2014: Gilles Chabrier